# Арон Клепгем
Арон Клепгем (англ. Aaron Clapham, * 15 січня 1987, Крайстчерч, Нова Зеландія) — новозеландський футболіст, півзахисник Кентербері Юнайтед та національної збірної Нової Зеландії.

## Клубна кар'єра
Арон Клепгем виступав в командах американських університетів, в яких навчався, згодом вирішив повернутися додому. 2009 рік Арон розпочав в австралійській команді Данденонґ Тандер, а потім повернувся до Веллінгтона в Кентербері Юнайтед. Учасник фінальної частини 19-ого Чемпіонату світу з футболу 2010 в Південно-Африканській Республіці.

## Титули і досягнення
- Бронзовий призер Кубка націй ОФК: 2012